# Кашица
Ка̀шица (на гръцки: Κριθαρίστρα, Критаристра, до 1927 година Κάσιστα, Касиста) е обезлюдено село в Република Гърция, разположено на територията на дем Неврокоп (Неврокопи) в област Източна Македония и Тракия.

## География
Кашица се намира на югозападните склонове на Родопите и попада в историко-географската област Чеч. Съседните му села са Шурдилово, Избища, Малошийца, Стареджик и Добряджил. На юг от селото тече река Вати Рема - приток на Рата, а на изток Каминорема.

## История

### Етимология
Според Йордан Н. Иванов името Кашица може да се обясни от косица със свръхстарателно с вместо ш и запазено родопско а, като в Магила или от турското kaş – вежди и топонимична наставка.

### В Османската империя
В запазен опис, датиран между 1498 и 1502 година село Кашица е регистрирано като село с 21 немюсюлмански домакинства, 3 неженени немюсюлмани и 1 вдовица. В съкратен регистър на тимари, зиамети и хасове в ливата Паша от 1519 година село Кашица (Кашиче) е вписано както следва - немюсюлмани: 34 домакинства, неженени - 8, вдовици - 2. В подробен регистър на тимари, зиамети, хасове, чифлици, мюлкове и вакъфи в казите и нахиите по териториите на санджака Паша от 1524-1537 година от село Кашица (Кашиче) са регистрирани мюсюлмани: 1; немюсюлмани: 31, неженени - 1, вдовици - 3.
В съкратен регистър на санджаците Паша, Кюстендил, Вълчитрън, Призрен, Аладжа хисар, Херск, Изворник и Босна от 1530 година са регистрирани броят на мюсюлманите и немюсюлманите в населените места. Регистрирано е и село Кашица (Кашиче) с мюсюлмани: 1 домакинства; немюсюлмани: 31 домакинства, неженени - 1, вдовици - 3. В подробен регистър на санджака Паша от 1569-70 година е отразено данъкоплатното население на Кашица както следва: мюсюлмани - 2 семейства и 5 неженени; немюсюлмани - 21 семейства и 22 неженени. През 1671 година в Неврокоп били свикани посланици от всички села в казата да свидетелстват в съда, че им е била изплатена изкупената от държавата продукция. От мюсюлманските села бил пращан мюсюлманин, от християнските – християнин, а от смесените – мюсюлманин и християнин. Селата, в които живели хора с по-висок обществен статут, са представени от тях без значение от религията им. В този документ Кашица е представено от Мехмед бей. В подробен регистър за събирането на данъка авариз от казата Неврокоп за 1723 година от село Кашица (Кашиче) са зачислени 22 мюсюлмански домакинства.
В XIX век Кашица е мюсюлманско село в Неврокопска каза на Османската империя. В „Етнография на вилаетите Адрианопол, Монастир и Салоника“, издадена в Константинопол в 1878 година и отразяваща статистиката на населението от 1873 година, Кащица (Kashtitsa) е посочено като село с 35 домакинства и 100 жители помаци. Според Стефан Веркович към края на XIX век Кашица има помашко мъжко население 119 души, което живее в 35 къщи.
Съгласно статистиката на Васил Кънчов („Македония. Етнография и статистика“) към 1900 година Кашица е българо-мохамеданско селище. В него живеят 200 българи-мохамедани в 28 къщи.

### В Гърция
През Балканската война в 1912 година в селото влизат български войски. По данни на БПЦ, към края на 1912 и началото на 1913 година в Кашица живеят 62 семейства или общо 301 души.
След Междусъюзническата война селото остава в Гърция. Според гръцката статистика, през 1913 година в Кашица (Κάσιστα) живеят 303 души.
През 1923 година жителите на селото са изселени в Турция по силата на Лозанския договор. Жителите на Кашица емигрират в Турция или в селата от българската страна на Чеча. През 1927 година името на селото е сменено на Критаристра (Κριθαρίστρα), но в селото не са заселени гръцки бежанци от Турция.
| Година    | 1913 | 1920 | 1928 | 1940 | 1951 | 1961 | 1971 | 1981 | 1991 | 2001 | 2011 | 2021 |
| --------- | ---- | ---- | ---- | ---- | ---- | ---- | ---- | ---- | ---- | ---- | ---- | ---- |
| Население | 303  | 214  |      |      |      |      |      |      |      |      |      |      |